# Doma Classica
Doma Classica, disciplina equestre composta da tre specialità o prove, riconosciuta dalla WAWE come rappresentante italiana nella monta da lavoro a livello mondiale.

## Specialità
La Doma Classica è una disciplina completa perché composta da tre prove a livello nazionale e quattro a livello internazionale e mondiale.
Le specialità sono distinte in specialità a giudizio o di velocità. Nelle specialità a giudizio una commissione di giudici, basandosi sui principi dell'equitazione classica valuta l'esercizio in tutta la sua completezza aggiudicandogli un voto da 0 a 10. Le specialità dette di  velocità, devono essere effettuate nel minor tempo possibile.
- Le specialità a giudizio sono: il lavoro in piano e la prova di precisione
- Le specialità di velocità sono : la prova di velocità e lo sbrancamento o lavoro con il bestiame

Lavoro in piano (simile al dressage) , il binomio viene valutato da uno o più giudici che basandosi sui principi dell'equitazione classica, daranno un voto da 0 a 10 ad ogni esercizio e sequenza riportata su una scheda detta "ripresa".
Prova di precisione, il binomio dovrà affrontare vari ostacoli tipici dell'equitazione di campagna, i giudici daranno al binomio, basandosi sulle modalità e la precisione nell'affrontare i vari ostacoli, un voto da 0 a 10, eventuale abbattimento di un ostacolo porterà all'eliminazione.
Prova di velocità, il binomio dovrà superare nel minor tempo possibile vari ostacoli tipici dell'equitazione di campagna l'abbattimento di un ostacolo aggiungerà 5" al tempo finale,l'eventuale errore di percorso porterà all'eliminazione.